# Entesa dels Nacionalistes d'Esquerra
L'Entesa dels Nacionalistes d'Esquerra (ENE) fou un partit nacionalista que es va fundar l'any 1985, principalment nodrit amb Nacionalistes d'Esquerra, elements renovadors de l'Esquerra Republicana de Catalunya i per independents.
No va aconseguir millorar de forma substancial la migrada presència institucional de Nacionalistes d'Esquerra. A les eleccions al Parlament de Catalunya de 1984 es presentaren amb el nom de Coalició Electoral Entesa de l'Esquerra Catalana, encapçalats per Jordi Carbonell i de Ballester i Jaume Nualart i Serrats. Van obtenir 35.937 vots (l'1,25%) i cap escó. En les eleccions generals de l'any 1986 es va presentar conjuntament amb el PSUC i el PCC en la coalició Unió de l'Esquerra Catalana, precedent d'Iniciativa per Catalunya (IC), federació de partits que es va crear el 23 de febrer de 1987. Els anys 1987 i 1989 encara es va presentar en solitari a Catalunya en les eleccions europees, dins de la coalició estatal Esquerra dels Pobles, liderada per Euskadiko Ezkerra, amb uns resultats discrets. Dins d'Iniciativa per Catalunya, l'ENE va obtenir representació parlamentària (Magda Oranich, que posteriorment va passar a CDC, en el Parlament de Catalunya i Joan Josep Armet i Coma en el Congrés dels Diputats). Des de 1986, diversos sectors del partit van abandonar l'ENE per integrar-se a ERC, entre ells Carod-Rovira, Josep Huguet i Jordi Carbonell.
L'ENE no s'ha dissolt formalment, pel que jurídicament existeix integrat dins de la federació de partits Iniciativa per Catalunya Verds, on s'integren els afiliats que van mantenir-se en el partit. El darrer primer secretari ha estat Joan Armet.